# 弗拉斯季米尔·彼得热拉
弗拉斯季米尔·彼得热拉（捷克語：Vlastimil Petržela，1953年7月20日—），捷克男子足球运动员，司职前锋。他曾代表捷克斯洛伐克国家队参加1982年国际足联世界杯，结果队伍止步小组赛阶段。